# Hookův zákon

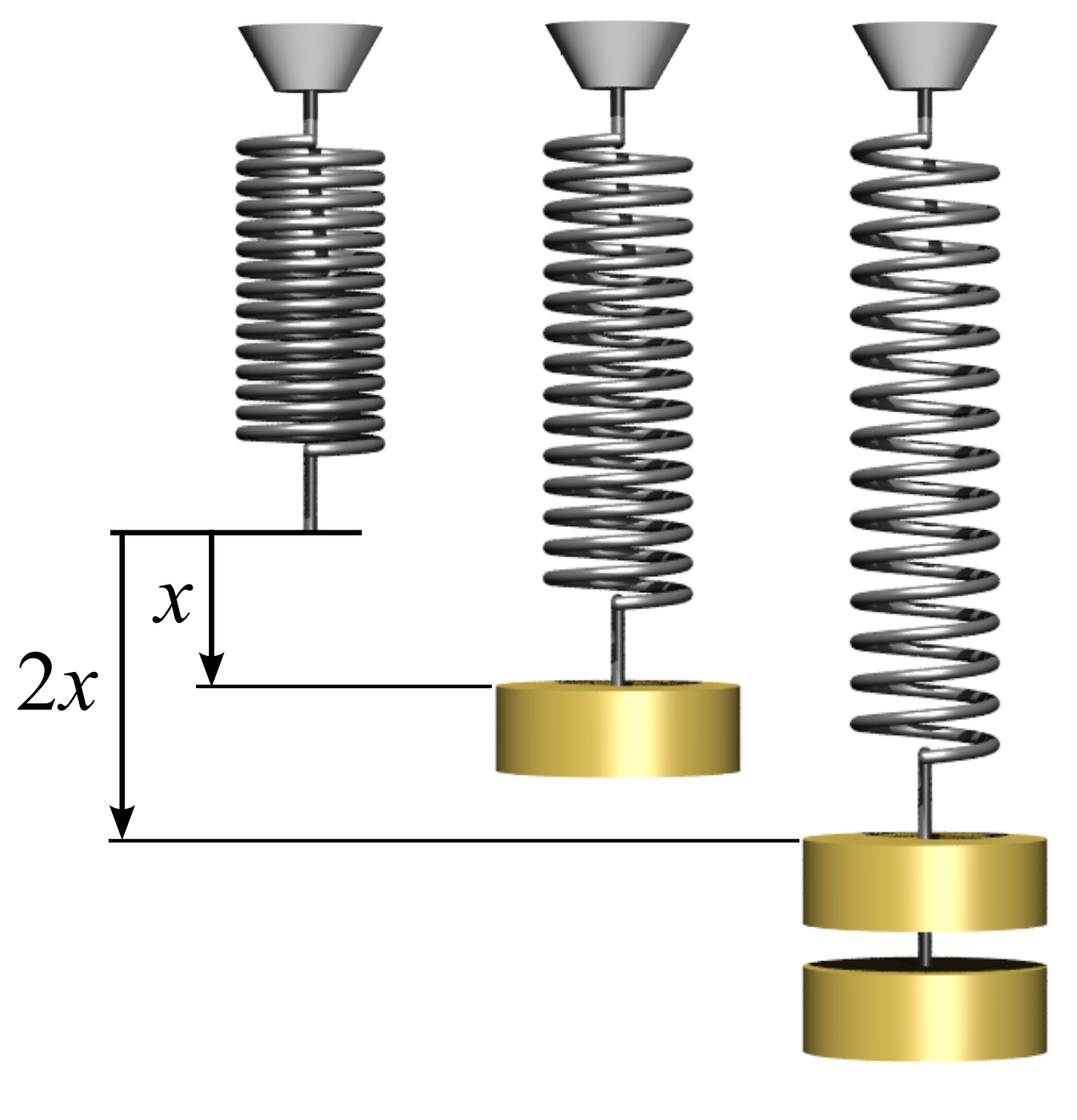
Hookův zákon – Deformace je přímo úměrná napětí materiálu.

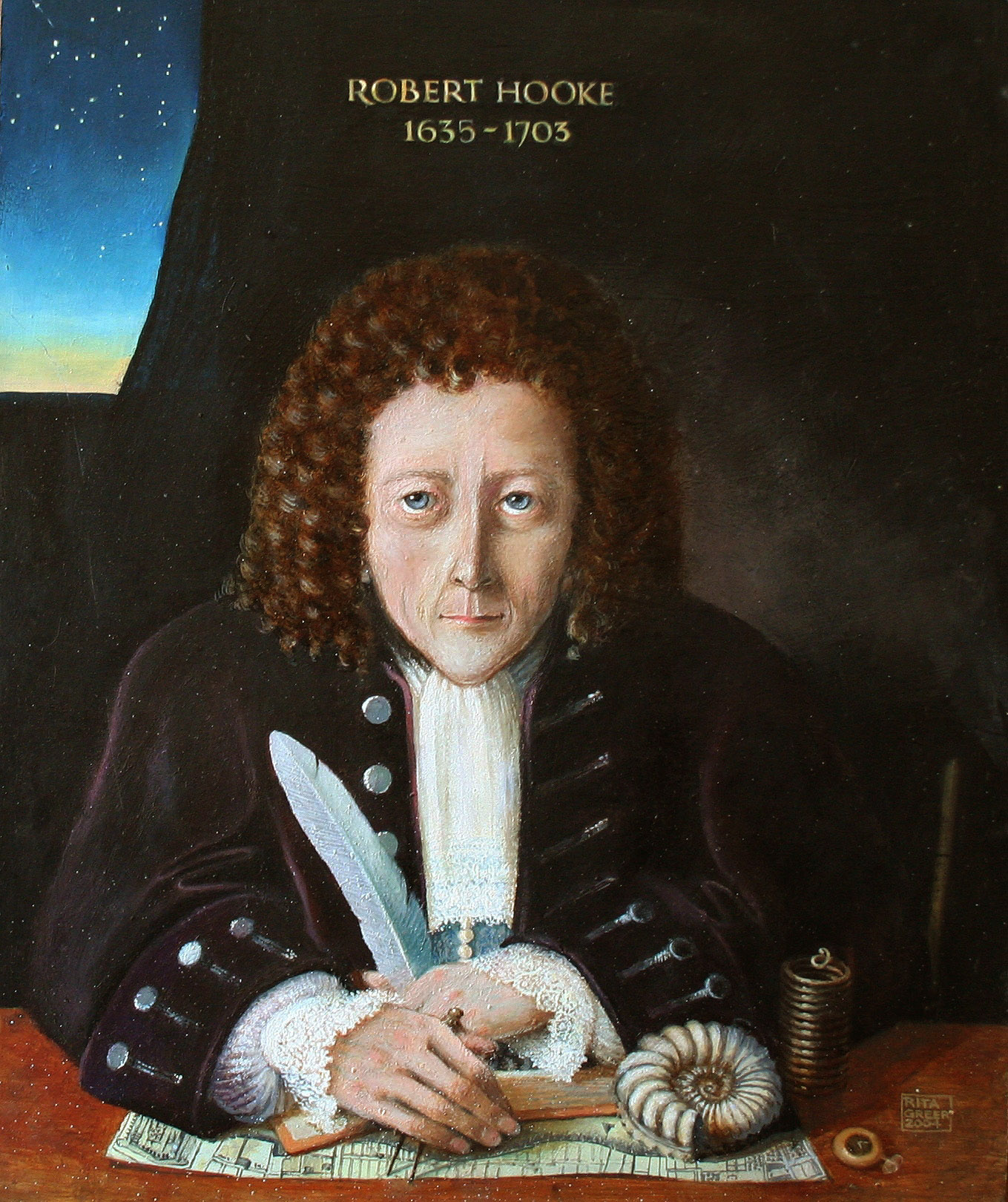
Robert Hooke

Hookův zákon (též Hookeův zákon) popisuje pružnou deformaci materiálu působením síly, za předpokladu malých sil a malých deformací, které po odlehčení zmizí. Lze jej formulovat např. ve tvaru:
Normálové napětí je přímo úměrné relativnímu prodloužení.
Hookův zákon v tomto tvaru bývá také označován jako elementární Hookův zákon.
Hookův zákon platí pouze pro dokonale pružná (elastické) přetvoření, která navíc mají lineární závislost mezi napětím a deformací. Jelikož u reálných materiálů vždy dojde k překročení meze kluzu, případně meze porušení, je možno uvažovat s Hookovým zákonem pouze do tzv. meze úměrnosti. Za mezí kluzu je nutné uvažovat s teorií plasticity, pro viskózní materiály platí Hookův zákon pouze pro krátkodobá zatížení.

Hookův zákon je pojmenován po britském fyzikovi Robertu Hookovi, který tento zákon poprvé zapsal jako latinský anagram Ceiiinosssttuv. Roku 1676 ho formuloval latinsky jako: 
| „ | Ut tensio, sic vis. | “ |

## Tah a tlak
Hookův zákon pro tah a tlak lze (pro malá napětí a malé deformace) vyjádřit ve tvaru
{\displaystyle \varepsilon ={\frac {\sigma }{E}}},
kde {\displaystyle \varepsilon ={\frac {\Delta l}{l}}} je poměrné délkové prodloužení (přičemž {\displaystyle l} označuje délku vzorku), {\displaystyle E} je modul pružnosti v tahu (Youngův modul), {\displaystyle \sigma } je mechanické napětí.
Lze se také setkat se zápisem
{\displaystyle F=-kx} ,
kde {\displaystyle F} je působící síla, {\displaystyle k} konstanta pružnosti materiálu a {\displaystyle x} prodloužení materiálu.

## Smyk
Hookův zákon pro smyk lze (pro malá napětí a malé deformace) vyjádřit ve tvaru
{\displaystyle \gamma ={\frac {\tau }{G}}},
kde {\displaystyle \gamma } je úhel smyku, {\displaystyle \tau } je tečné napětí a {\displaystyle G} je modul pružnosti ve smyku.
{\displaystyle G={\frac {E}{2(1+\nu )}}}

## Hookův zákon při obecné napjatosti
Hookův zákon při obecné (tříosé) napjatosti trojrozměrného tělesa má následný tvar:
{\displaystyle \varepsilon _{x}={\frac {1}{E}}\cdot {\bigg [}\sigma _{x}-\nu (\sigma _{y}+\sigma _{z}){\bigg ]}}
{\displaystyle \varepsilon _{y}={\frac {1}{E}}\cdot {\bigg [}\sigma _{y}-\nu (\sigma _{x}+\sigma _{z}){\bigg ]}}
{\displaystyle \varepsilon _{z}={\frac {1}{E}}\cdot {\bigg [}\sigma _{z}-\nu (\sigma _{x}+\sigma _{y}){\bigg ]}}
{\displaystyle \gamma _{xy}=\gamma _{yx}={\frac {\tau _{xy}}{G}}}
{\displaystyle \gamma _{yz}=\gamma _{zy}={\frac {\tau _{yz}}{G}}}
{\displaystyle \gamma _{zx}=\gamma _{xz}={\frac {\tau _{zx}}{G}}}
Přetvoření {\displaystyle \varepsilon _{x},\varepsilon _{y},\varepsilon _{z}} jsou závislá na normálových napětích {\displaystyle \sigma _{x},\sigma _{y},\sigma _{z}}, Youngovu modulu pružnosti {\displaystyle E} a Poissonově čísle {\displaystyle \nu } (někdy také označovaném {\displaystyle \mu }). Jednotlivé indexy se střídají na principu cyklické záměny. Smyková přetvoření (zkosení) {\displaystyle \gamma _{xy},\gamma _{yz},\gamma _{zx}} jsou závislá pouze na příslušném smykovém napětí ({\displaystyle \tau _{xy},\tau _{yz},\tau _{zx}}) a modulu pružnosti ve smyku {\displaystyle G}.

## Obecný tvar Hookova zákona
Lineární vztah mezi napětím a deformací, známý z elementárního Hookova zákona pro tah nebo smyk, lze (s použitím Einsteinova sumačního pravidla) zobecnit na lineární vztah mezi tenzorem napětí a tenzorem deformací
{\displaystyle \sigma _{ij}=C_{ijkl}e_{kl}},
kde {\displaystyle \sigma _{ij}} jsou složky tenzoru napětí, {\displaystyle e_{kl}} jsou složky tenzoru malých deformací a koeficienty {\displaystyle C_{ijkl}} vystihují vlastnosti látky (bývají označovány jako elastické koeficienty). Uvedený vztah představuje obecný tvar Hookova zákona.
Koeficienty {\displaystyle C_{ijkl}} jsou složkami tenzoru čtvrtého řádu. Počet nezávislých složek tenzoru {\displaystyle C_{ijkl}} se v důsledku symetrie tenzorů {\displaystyle \sigma _{ij}} a {\displaystyle e_{kl}} snižuje na 21. Takový počet elastických koeficientů je nutný pro popis chování krystalů trojklonné soustavy, tedy soustavy s nejmenší symetrií. Pro popis krystalových soustav s vyšší symetrií postačuje menší počet elastických koeficientů.

### Zobecněný Hookův zákon
K popisu izotropního tělesa postačují dva nezávislé elastické koeficienty. Pro teoretické výpočty jsou voleny tzv. Laméovy (elastické) koeficienty {\displaystyle \lambda } a {\displaystyle \mu }, pro praktické účely jsou spíše užívány Youngův modul (modul pružnosti v tahu) {\displaystyle E} a modul pružnosti ve smyku {\displaystyle G}. Modul pružnosti ve smyku {\displaystyle G} je totožný s Laméovým koeficientem {\displaystyle \mu }. Pomocí Laméových koeficientů získá obecné vyjádření Hookeova zákona pro izotropní těleso tvar
{\displaystyle \sigma _{ij}=\lambda \delta _{ij}e_{I}+2\mu e_{ij}},
kde {\displaystyle e_{I}} je stopa tenzoru malých deformací a {\displaystyle \delta _{ij}} je Kroneckerovo delta. Tato rovnice, která je platná pro izotropní látku, se označuje jako zobecněný Hookův zákon.
Jsou-li elastické vlastnosti látky popsány moduly {\displaystyle E} a {\displaystyle G}, lze zobecněný Hookův zákon vyjádřit jako
{\displaystyle \sigma _{ij}={\frac {G(E-2G)}{3G-E}}\delta _{ij}e_{I}+2Ge_{ij}}
Označíme-li stopu tenzoru napětí jako {\displaystyle \sigma _{I}}, pak platí
{\displaystyle \sigma _{I}=(3\lambda +2\mu )e_{I}}
Po dosazení do předchozích vztahů získáme vyjádření závislosti {\displaystyle e_{ij}} na {\displaystyle \sigma _{ij}}, tzn.
{\displaystyle e_{ij}=-{\frac {\lambda }{2\mu (3\lambda +2\mu )}}\delta _{ij}\sigma _{I}+{\frac {1}{2\mu }}\sigma _{ij}}
popř.
{\displaystyle e_{ij}={\frac {2G-E}{2GE}}\delta _{ij}\sigma _{I}+{\frac {1}{2G}}\sigma _{ij}}